# Коваль Юрій Вікторович
Юрій Вікторович Коваль (23 травня 1972, м. Ланівці, Тернопільська область, Українська РСР — 20 лютого 2016, м. Мар'їнка, Донецька область, Україна) — старшина Збройних сил України, учасник війни на сході України.

## З життєпису
Командир відділення (14-та окрема механізована бригада).
Загинув від кулі ворожого снайпера.
Похований м. Ланівці, Тернопільська область.
По смерті залишилися дружина та дві доньки.

## Нагороди
Указом Президента України № 58/2017 від 10 березня 2017 року «за особисту мужність, виявлену у захисті державного суверенітету та територіальної цілісності України, самовіддане виконання військового обов’язку» нагороджений орденом «За мужність» III ступеня (посмертно);
- почесний громадянин Тернопільської області (26 серпня 2022, посмертно)[3].